# Saint-Caradec-Trégomel
Pour les articles homonymes, voir Caradec.
Saint-Caradec-Trégomel [sɛ̃ kaʁadɛk tʁegɔmɛl] est une commune française située dans le département du Morbihan, en région Bretagne.

## Géographie

### Localisation

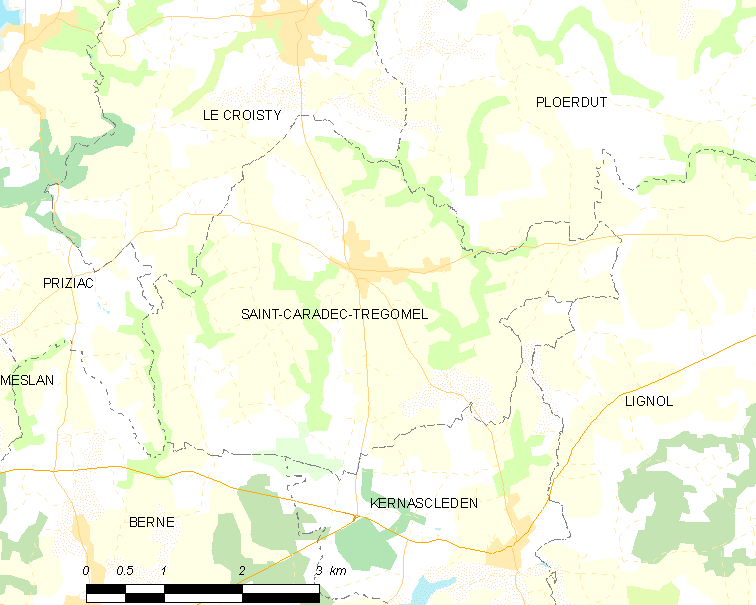
Carte de Saint-Caradec-Trégomel et des communes avoisinantes.

La commune de Saint-Caradec-Trégomel est une commune rurale d'une superficie de 16,12 km2. Elle appartient d'un point de vue administratif à la communauté de communes du Pays du roi Morvan et au département du Morbihan et par ses traditions au Pays Pourlet et à la Basse Bretagne. Le chef-lieu de la commune est situé à vol d'oiseau à 10 km à l'ouest du Faouët, à 12 km à l'est de Guémené-sur-Scorff et à 32 km au nord de Lorient.
| Le Croisty | Le Croisty             | Ploërdut     |
| Priziac    | Saint-Caradec-Trégomel | Lignol       |
| Berné      | Kernascléden           | Kernascléden |

### Relief et hydrographie

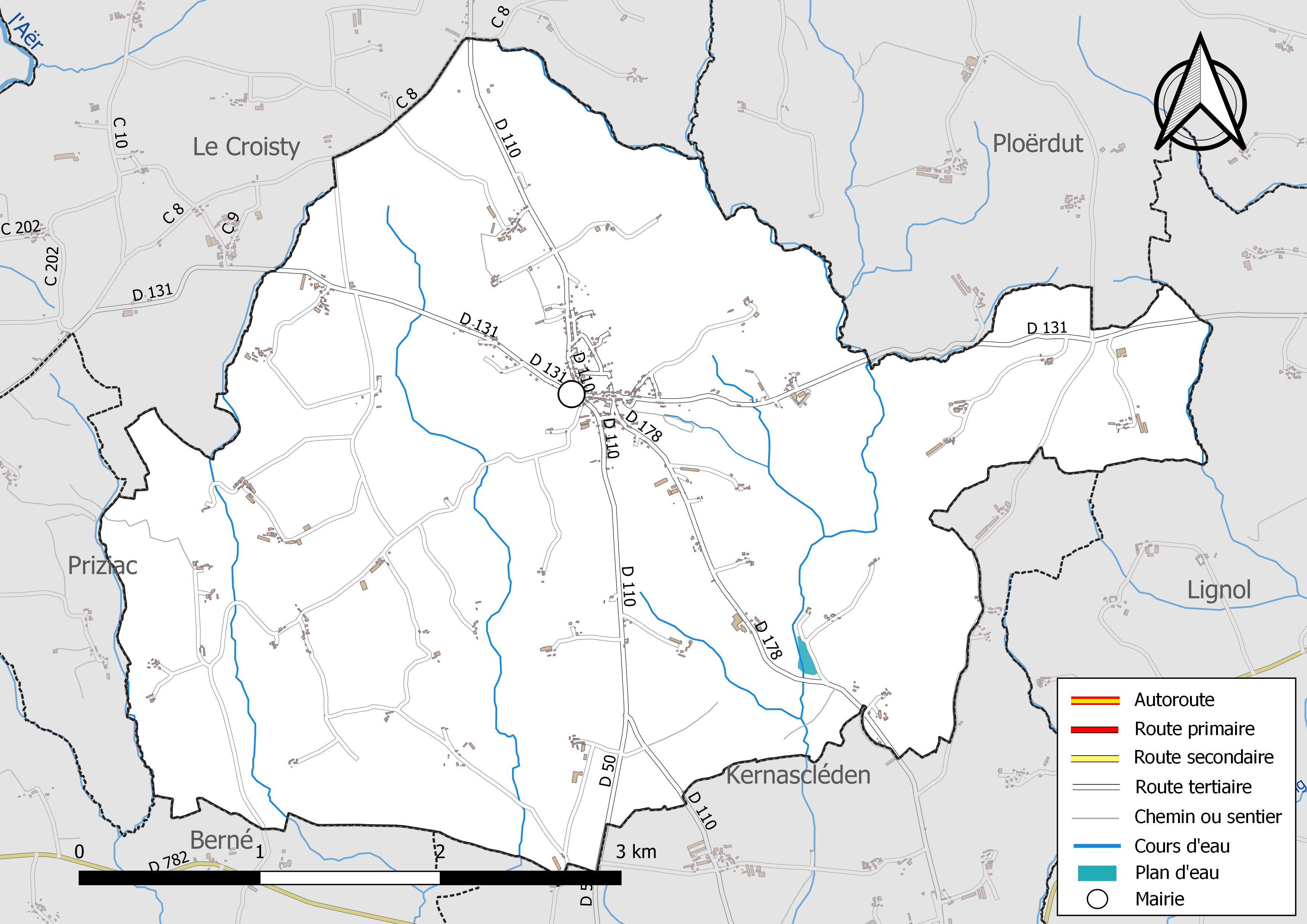
Saont-Caradec-Trégomel : carte des routes et du réseau hydrographique.

Le finage communal présente un relief assez bosselé, avec des dénivelés notables : le point le plus haut est situé à 197 mètres d'altitude dans la partie nord de la commune, au nord du hameau de Kerguédalen ; les altitudes vont en s'abaissant progressivement vers le sud de la commune où elles sont aux alentours de 120 mètres d'altitude ; le point le plus bas est à 99 mètres dans la vallée du Ruisseau du Moulin de Ruchec à l'endroit où ce cours d'eau quitte le territoire communal au sud-est de la commune. Le bourg est vers 170 mètres d'altitude.
Le réseau hydrographique est constitué principalement par le Ruisseau du Moulin de Ruchec, qui sert en partie de limite communale au nord-est avec Ploërdut et par le Ruisseau de la Gare, un affluent de l'Aër (donc un sous-affluent de l'Ellé), qui sert de limite ouest à la commune, la séparant du Croisty et de Priziac ; plusieurs petits cours d'eau (dont le Ruisseau de Landordu) prennent naissance dans la partie nord de la commune et traversent celle-ci, contribuant à en accidenter le relief ; ils coulent vers le sud et étaient tributaires de l'ancien étang de Pont-Callec, désormais asséché, avant de confluer avec le Scorff plus au sud.
| - Carte topographique de la commune de Saint-Caradec-Trégomel. |

### Hydrographie
Pour un article plus général, voir Réseau hydrographique du Morbihan.
La commune est située dans le bassin Loire-Bretagne. Elle est drainée par divers petits cours d'eau,.

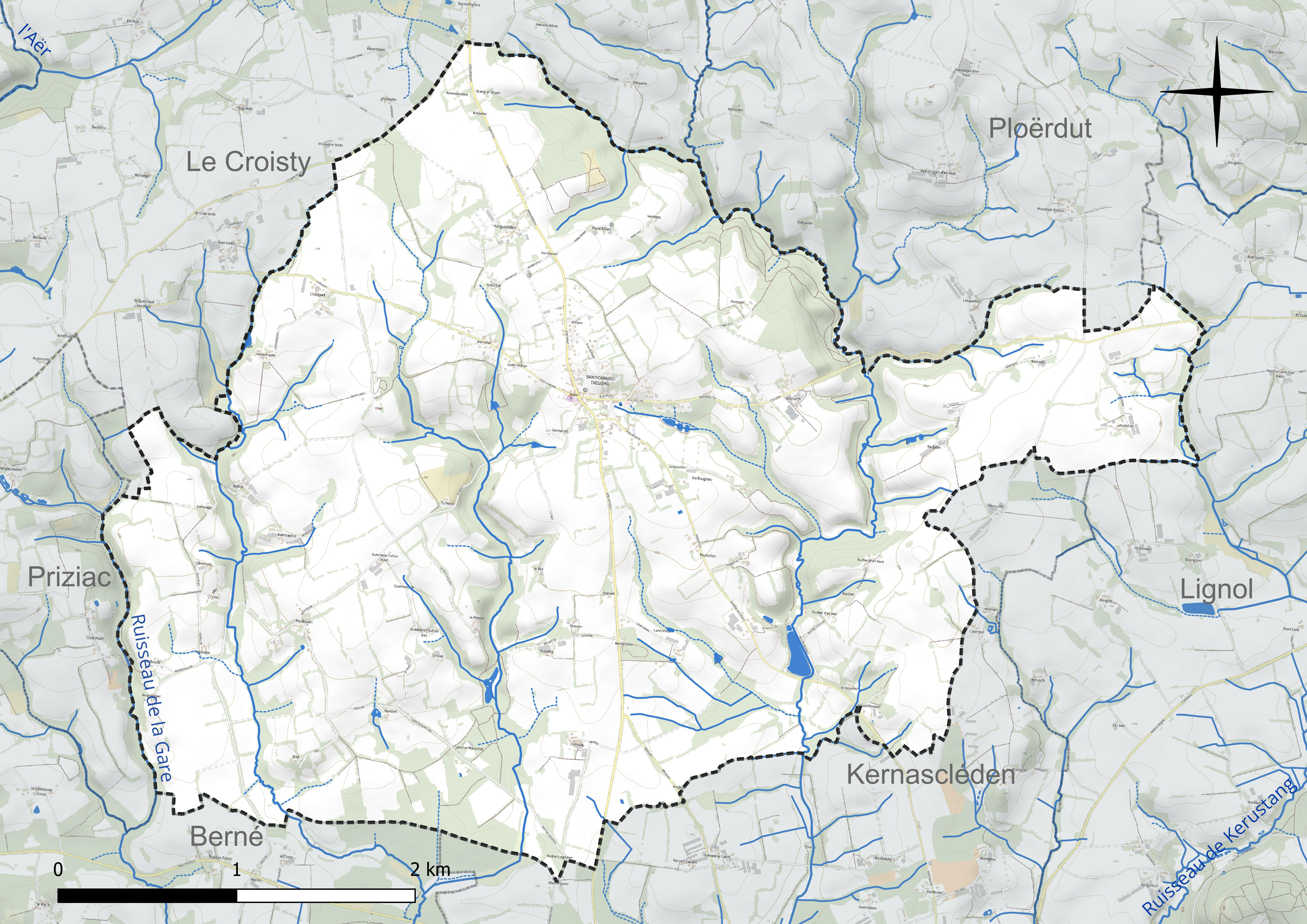
Réseau hydrographique de Saint-Caradec-Trégomel.

### Climat
Pour des articles plus généraux, voir Climat de la Bretagne et Climat du Morbihan.
En 2010, le climat de la commune est de type climat océanique franc, selon une étude du CNRS s'appuyant sur une série de données couvrant la période 1971-2000. En 2020, Météo-France publie une typologie des climats de la France métropolitaine dans laquelle la commune est exposée à un climat océanique et est dans la région climatique  Bretagne orientale et méridionale, Pays nantais, Vendée, caractérisée par une faible pluviométrie en été et une bonne insolation. Parallèlement l'observatoire de l'environnement en Bretagne publie en 2020 un zonage climatique de la région Bretagne, s'appuyant sur des données de Météo-France de 2009. La commune est, selon ce zonage, dans la zone « Intérieur », exposée à un climat médian, à dominante océanique.
Pour la période 1971-2000, la température annuelle moyenne est de 11,1 °C, avec une amplitude thermique annuelle de 11,7 °C. Le cumul annuel moyen de précipitations est de 1 102 mm, avec 16,1 jours de précipitations en janvier et 7,9 jours en juillet. Pour la période 1991-2020, la température moyenne annuelle observée sur la station météorologique la plus proche, située sur la commune de Plouay à 14 km à vol d'oiseau, est de 11,8 °C et le cumul annuel moyen de précipitations est de 1 149,0 mm,. Pour l'avenir, les paramètres climatiques de la commune estimés pour 2050 selon différents scénarios d’émission de gaz à effet de serre sont consultables sur un site dédié publié par Météo-France en novembre 2022.

### Habitat et paysages
Saint-Caradec-Trégomel présente un paysage traditionnel de bocage avec un habitat dispersé en de nombreux écarts constitués de hameaux (dénommés localement villages) et fermes isolées. Éloignée des grands centres urbains et des principaux axes de circulation, la commune a conservé son caractère rural, ne connaissant pas de rurbanisation ou de périurbanisation.

### Transports
La commune n'est desservie que par des axes routiers secondaires, les principaux étant la D 110, route sud-nord qui vient de Pont-Callec (en Berné) et se dirige vers Le Croisty et la D 131, axe est-ouest venant de Guémené-sur-Scorff et se dirigeant vers Priziac ; ces deux routes se coisent dans le bourg.

## Urbanisme

### Typologie
Au 1er janvier 2024, Saint-Caradec-Trégomel est catégorisée commune rurale à habitat dispersé, selon la nouvelle grille communale de densité à sept niveaux définie par l'Insee en 2022.
Elle est située hors unité urbaine et hors attraction des villes,.

### Occupation des sols

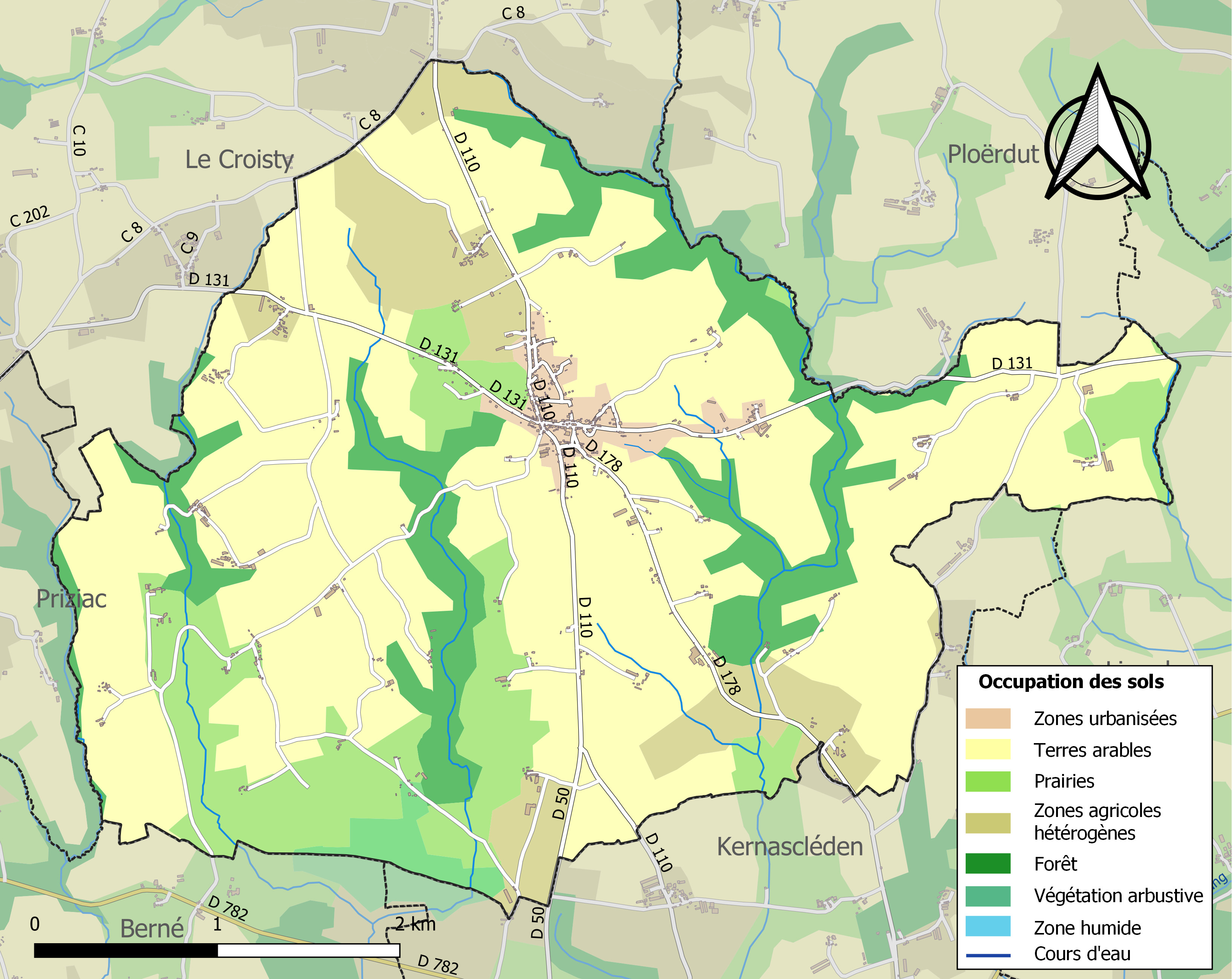
Carte des infrastructures et de l'occupation des sols de la commune en 2018 (CLC).

Le tableau ci-dessous présente l' occupation des sols de la commune en 2018, telle qu'elle ressort de la base de données européenne d’occupation biophysique des sols Corine Land Cover (CLC).
| Type d’occupation                                                                   | Pourcentage | Superficie (en hectares) |
| ----------------------------------------------------------------------------------- | ----------- | ------------------------ |
| Tissu urbain discontinu                                                             | 2,5 %       | 41                       |
| Terres arables hors périmètres d'irrigation                                         | 60,1 %      | 969                      |
| Prairies et autres surfaces toujours en herbe                                       | 13,0 %      | 209                      |
| Systèmes culturaux et parcellaires complexes                                        | 7,0 %       | 113                      |
| Surfaces essentiellement agricoles interrompues par des espaces naturels importants | 3,0 %       | 48                       |
| Forêts de feuillus                                                                  | 13,2 %      | 213                      |
| Landes et broussailles                                                              | 1,2 %       | 19                       |
| Source : Corine Land Cover                                                          |             |                          |

## Toponymie
Saint-Caradec est attestée sous sa forme latine Sanctus Caradocus en 1273.
Trégomel est attestée sous la forme Tregoumet en 1387.
L'identité du patron de la paroisse de Saint-Caradec-Trégomel demeure mystérieuse. En effet deux saints Caradec ayant vécu tous deux en Grande-Bretagne, l'un mort en 480 et l'autre en 1124, peuvent prétendre au titre, mais personne n'a jamais su dire lequel des deux l'était vraiment (selon Joseph-Marie Le Mené, il s'agirait de celui décédé en 1124). Le terme Trégomel qui lui est associé vient de tré" (trève), et du gallois gloyw (limpide) et de mael (prince).
Sant-Karadeg-Tregonvael en breton.

## Histoire

### Préhistoire et Antiquité
La commune ne présente aucune trace importante datant de ces époques.

### Moyen-Âge
En 1387, la paroisse était dénommée « Trégomel » et est issue probablement du démembrement de l'ancienne paroisse de l'Armorique primitive de Plouhaer. Elle fut rattachée au doyenné de Kemenet-Guégant au XIIIe siècle et devint « Saint-Caradec-en-Trégomel » en 1448.
La paroisse de Saint-Caradec-Trégomel englobait autrefois la trève de Kernascléden. Kernascléden ne deviendra paroisse indépendante qu'en 1908.
Selon un aveu de 1471 la châtellenie de Gouarec, un des trois membres de la vicomté de Rohan, « s'étendait sur treize paroisses ou trèves : Plouray, Mellionec, Plouguernével, Saint-Gilles, Gouarec, Plélauf, Lescouët, Penret ou Perret, Sainte-Brigitte, Silfiac, Cléguérec (partie nord), Saint-Aignan, Saint-Caradec Trégomel. La résidence seigneuriale, dans cette châtellenie, était le château de Penret, aussi appelé le château des Salles, en Sainte-Brigitte ».

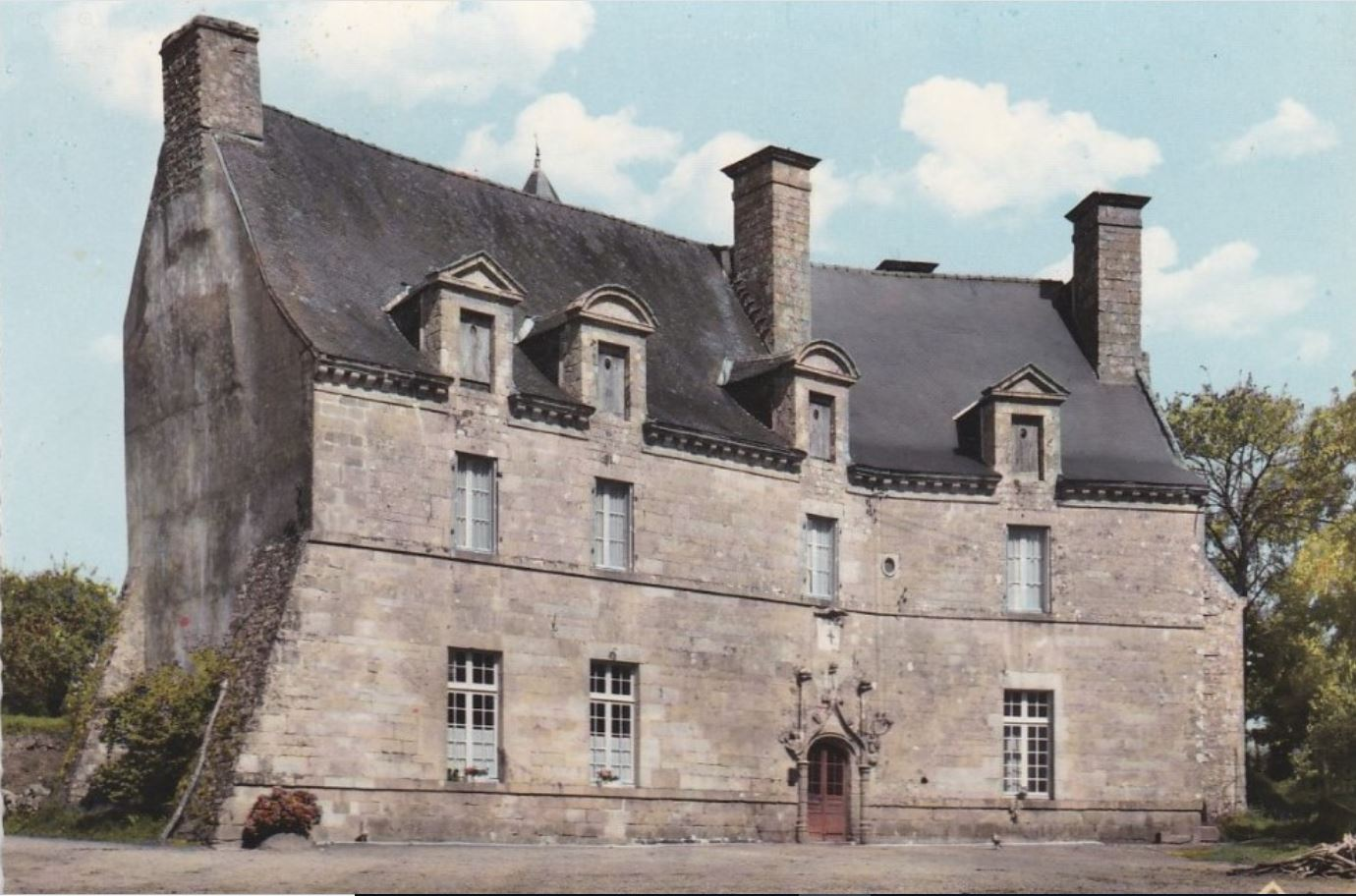
Le château de Kermerien vers 1960

La famille de Kervérien [Kermérien], est originaire du Léon ; une branche cadette (une juveignerie) devint seigneur du dit-lieu en Saint-Caradec-Trégomel ; elle fut représentée aux réformations et montres de l'évêché de Vannes entre 1448 et 1481.

### Temps modernes
Avant la Révolution, les terres de la paroisse de Saint-Caradec-Trégomel étaient pour la plupart du fief de la seigneurie de Kermerien. Les premiers seigneurs de Kermerien portaient le nom de leur terre. Ainsi, à la montre de Vannes du 8 septembre 1464 y comparaît en homme d'armes Pierre de Kermerien pour la paroisse de Saint-Caradec-Trégomel, qui déclare 100 livres de revenu. Par la suite, la seigneurie passe vers 1500 à la famille Le Gall. À partir de 1516, l'histoire de la seigneurie de Kermerien se confond avec celle de la seigneurie voisine du Cranno en Lignol, Alain Rouxel, seigneur du Cranno, ayant épousé Marie Le Gall, dame de Kermerien. En 1594, les seigneuries de Kermerien et du Cranno passent aux mains des Cosnoal par le mariage de Maurice de Cosnoal avec Louise Desportes. Cette famille  originaire d'Angleterre possédait aussi Le Kerhuélic en Baud. Au XVIIe siècle, les Cosnoal sont aussi sieurs de Saint Georges, seigneurie de la paroisse de Nostang, où ils résidaient habituellement.

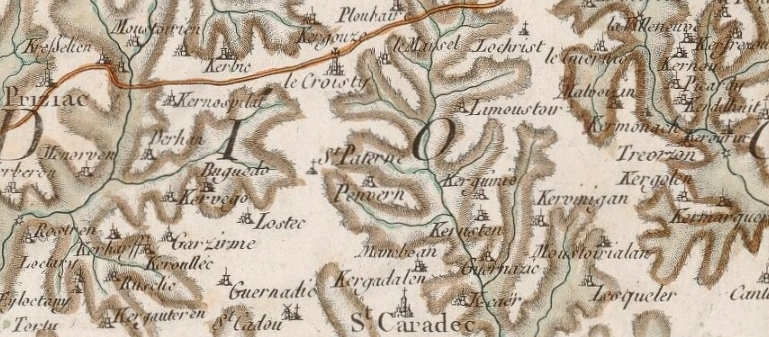
Carte de Cassini de la partie nord de la paroisse de Saint-Caradec-Trégomel (1787).

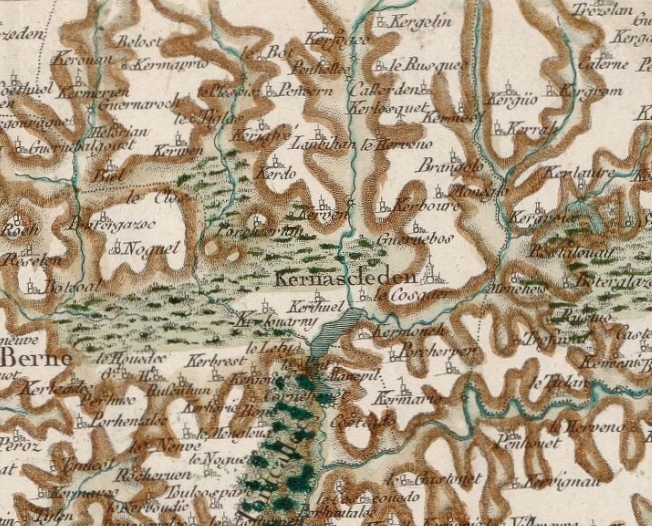
Carte de Cassini de la partie sud de la paroisse de Saint-Caradec-Trégomel (actuelle commune de Kernascléden) datant de 1789.

Dans un aveu de 1667, on apprend que le seigneur de Kermerien, qui s'appelait alors Hyacinthe de Cosnoal, possédait deux justices et patibulaires : l'un sur le haut de la montagne de Saint-Cado, en Saint-Caradec-Trégomel, avec un cep et un collier au dit bourg, l'autre dans la paroisse de Priziac. En 1683, dans un autre aveu, le même Hyacinthe de Cosnoal se dit seigneur fondateur de l'église paroissiale de Saint-Caradec-Trégomel et du presbytère et seul prééminencier de la dite église, qui au dedans et en dehors, ne porte d'autres armes que celles de sa dite maison de Kermerien, qui sont d'argent au chef de sable à trois quintefeuilles 2,1 de gueules (Rouxel). Il se déclare aussi prééminencier de la chapelle Saint Cado située aussi dans la dite paroisse. Il a ses tombes et enfeus dans le chœur de la dite église du côté de l'Évangile.
Les seigneurs de Kermerien et du Cranno, disaient ne relever que du duc de Bretagne pour ces deux terres, remarquables par leur étendue, et s'obstinaient à ne pas vouloir payer le devoir de rachat aux seigneurs de Guémené. De là des procès interminables qui occupèrent le XVIe siècle et XVIIe siècle.
Les seigneurs de Kermerien disposaient d'un château situé à l'ouest du bourg. Ce château, le château de Kermerien, existe toujours. Il date pour les parties les plus anciennes du XVe siècle. Ce château possède une superbe porte ogivale surmontée d'un guerrier armée d'une hache. La brigande Marion du Faouët s'y rendit avec sa troupe en novembre 1751 dans l'espoir de faire main basse sur les grains stockés dans les greniers. Mais il n'y avait plus de grain, puisque le sieur Brizeux, contrôleur des actes au Faouët, s'en était rendu acquéreur quelques jours auparavant. Marion du Faouët auait séjourné des mois entiers au village de Penvern en Saint-Caradec-Trégomel.

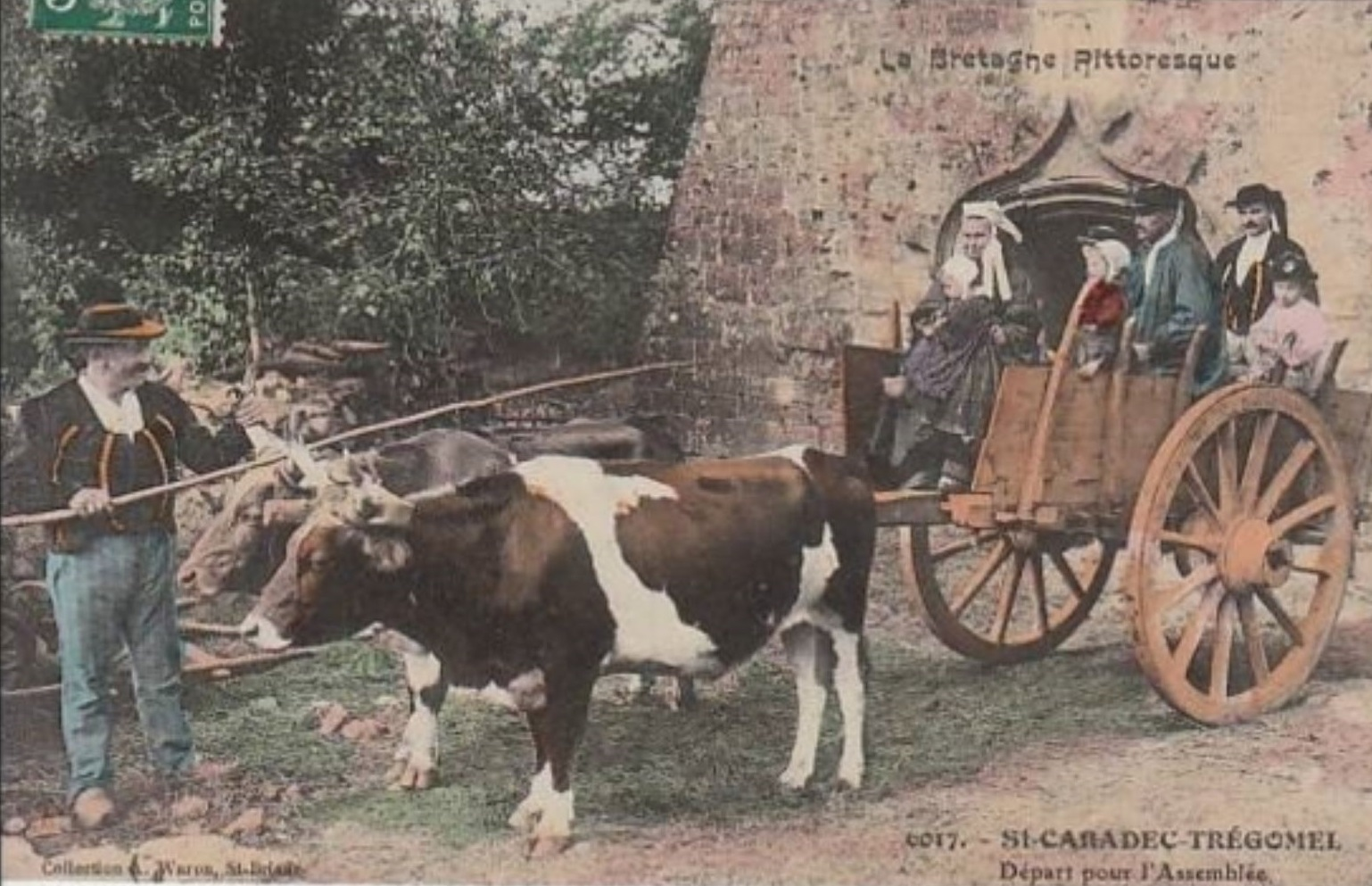
Départ pour l'assemblée (carte postale du début du XXe siècle)

Jean-Baptiste Ogée décrit ainsi Saint-Caradec-Trégomel en 1778 :

« Saint-Caradec-Trégomel ; à 13 lieues au Nord-Ouest de Vannes, son évêché; à 26 lieues de Rennes ; et à 6 lieues de Hennebon (Hennebont), sa subdélégation et son ressort. On y compte 1 300 communiants : la cure est à l'alternative. Le territoire, coupé de ruisseaux et par la rivière de Scorf (Scorff), renferme des terres en labeur [labour], des prairies, et des landes. C'est un pays couvert [de bocage], qui produit beaucoup de fruits. Il se tient un marché tous les samedis , et une foire tous les mois de l'année. La construction de la chapelle de Kernafqueden (Kernascléden) est admirée des connaisseurs. La terre et seigneurie de Guerlosquet appartient à M. du Cluoraison , seigneur d'une partie de la paroisse. Kermerien et le Crano, haute, moyenne et basse justice, aux héritiers de M. de Saint-Georges ; Keraingar , l'hôtel du Rosquet, le Plessis-Briand, le Rusquet, et Kermerien, sont des maisons très anciennes. »

### Révolution française
En 1790, Saint-Caradec-Trégomel est érigé en commune et chef-lieu de canton dépendant du district du Faouët. En 1801, la commune est rattachée au canton de Guémené-sur-Scorff et à l'arrondissement de Pontivy.

### LeXIXesiècle
A. Marteville et P. Varin précisent en 1853 que Saint-Caradec-Trégomel est « une commune formée de l'ancienne paroisse de ce nom ; aujourd'hui succursale ».
Le 17 mars 1867 191 propriétaires et fermiers demandent dans une pétition la translation à Kernascléden du chef-lieu de la commune de Saint-Caradec avec l'adjonction de villages à distraire de Lignol et de Berné, abandonnant, face aux oppositions manifestées, leur idée première de créer une commune distincte. Parmi leurs arguments : « Kernascléden « d'un accès facile pour toute la contrée, est le siège de douze foires très suivies » (certaines instituées par lettres patentes du roi François Ier en décembre 1530), « Kernascléden a été, de l'an III à l'an XII, chef-lieu d'un canton dont dépendant Berné », « avant 1789 (...) plusieurs notaires y avaient leur résidence », l'église classée monument historique, la présence d'une « école gratuite de filles, desservie par trois religieuses » et l'engagement de M. de Brissac « de doter Kernascléden des édifices qui lui manquent, de fournit un nouveau cimetière et de restaurer le presbytère » ; le commissaire enquêteur préconise plutôt la création d'une nouvelle commune à Kernascléden et le maintien de la commune de Saint-Caradec qui aurait encore 900 habitants et une superficie de 1 650 hectares. Mais finalement le projet n'aboutit pas à cette époque et il a fallu attendre 1955 pour voir la création de la commune de Kerascléden.
Un décret du président de la République en date du 23 janvier 1883 annule le décret du 16 août 1874 qui avait érigé l'église Notre-Dame de Kernascléden en église succursale et dissous son conseil de fabrique ; la gestion de la dite église sera désormais assuré par le conseil de fabrique de celle de Saint-Caradec-Trégomel ; l'exercice public du culte n'y est désormais autorisé que comme chapelle de secours et sous la direction du curé de Saint-Caradec-Trégomel.
En juin 1888 plusieurs parties de soule furent encore organisées, probablement pour la dernière fois (la pratique de ce jeu étant désormais interdite) au Kosker en Saint-Caradec-Trégomel entre des "combattants" de cette commune et des communes voisines d'Inguiniel, Berné et Lignol ; le nombre des participants approcha les 500 hommes (dont Mathurin Hybois, ouvrier au château de Pontcallec, et plus célèbre joueur de soule de la région).

### LeXXesiècle

#### La Belle Époque
Vers 1900, treize foires étaient organisées chaque année à Saint-Caradec-Trégomel, dont douze à Kernascléden.
En mars 1903 Jacques Le Bris, maire de Saint-Caradec-Trégomel, tua d'un coup de bâton son gendre à la suite d'une dispute ; considéré comme étant en légitime défense, il fut laissé en liberté.

#### La Première Guerre mondiale

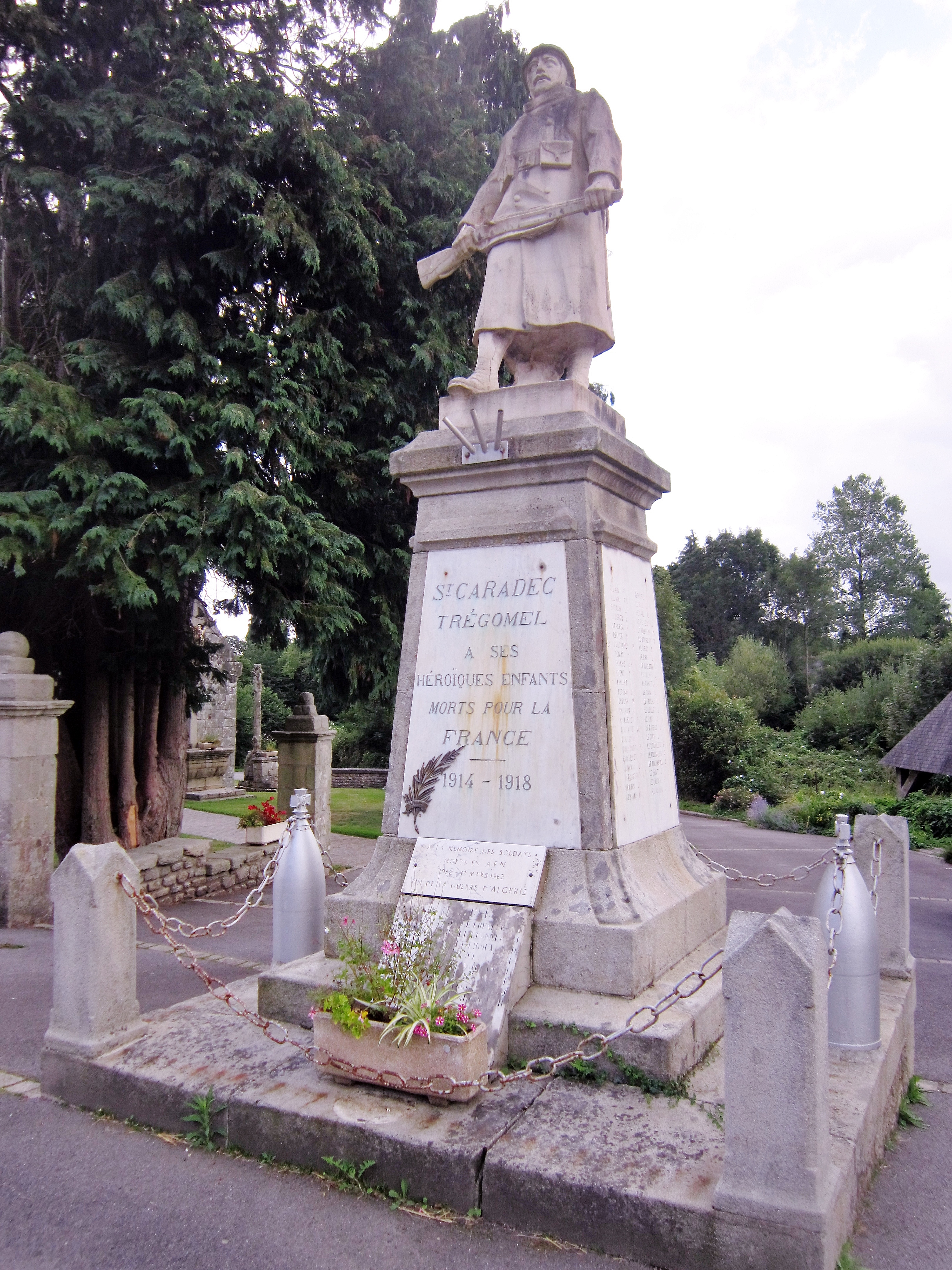
Le monument aux morts de Saint-Caradec-Trégomel.

Le monument aux morts de Saint-Caradec-Trégomel porte les noms de 84 soldats et marins morts pour la France pendant la Première Guerre mondiale.

#### L'Entre-deux-guerres
Le monument aux morts de la commune est inauguré le 22 avril 1923 : il est constitué d'un pilier commémoratif portant l'inscription, ornée d'une palme, Saint-Caradec-Trégomel à ses héroïques enfants morts pour la France. 1914-1918, surmonté de la statue d'un poilu portant un fusil, due au sculpteur Louis Maubert.
En décembre 1922 l'école des garçons compte 57 élèves pour un seul maître ; un second poste est créé pour la rentrée suivante. Une école privée catholique ouvre en 1934 à Saint-Caradec-Trégomel.

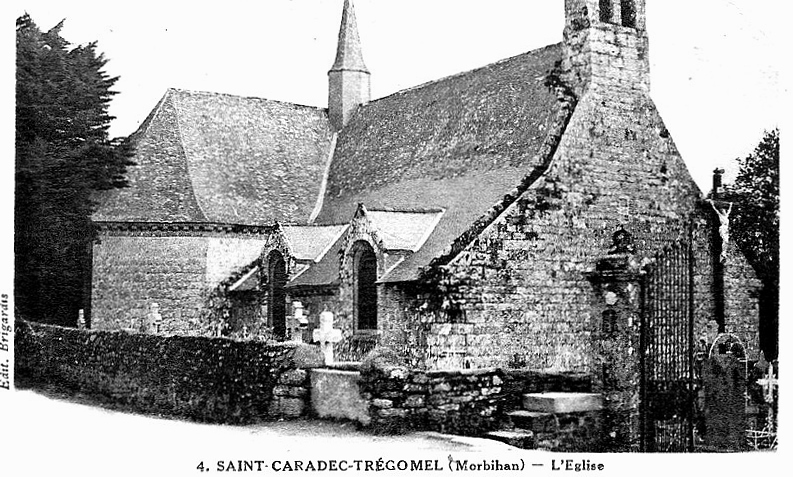
Saint-Caradec-Trégomel : l'église paroissiale vers 1925 (carte postale).
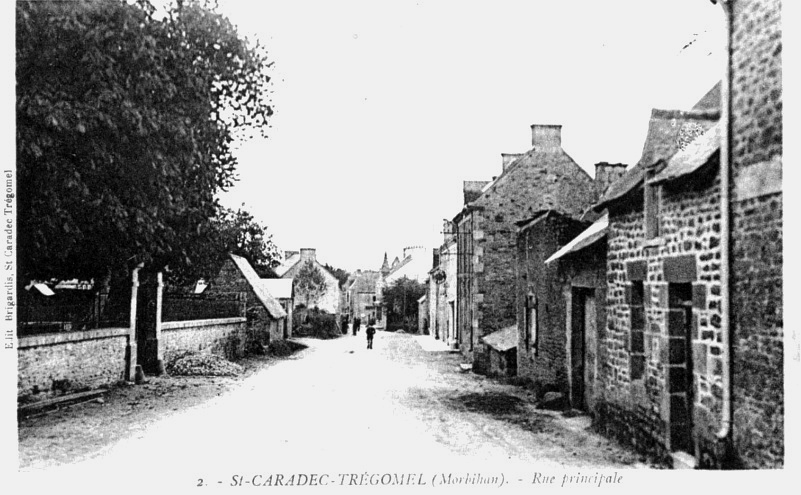
Saint-Caradec-Trégomel : la rue principale vers 1925 (carte postale).
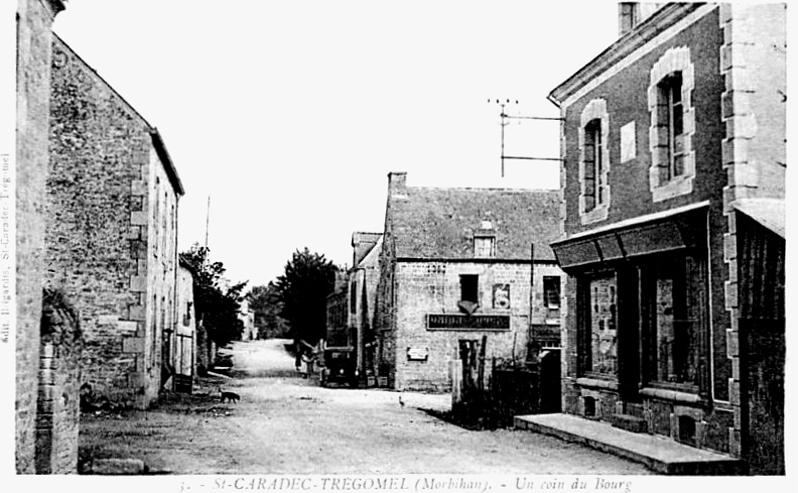
Saint-Caradec-Trégomel : un coin du bourg vers 1925 (carte postale).

#### La Seconde Guerre mondiale
Une compagnie du 1er bataillon FTP du Morbihan, sous les ordres du capitaine Adolphe Gabellec était basée à Saint-Caradec-Trégomel.
Le monument aux morts de Saint-Caradec-Trégomel porte les noms de 16 personnes mortes pour la France pendant la Seconde Guerre mondiale.
Le 13 juin 1944 un jeune homme fut pendu à Saint-Carafe et son cadavre, sur ordre des Allemands, fut laissé en exposition pendant trois jours.

#### L'après Seconde Guerre mondiale
La commune de Saint-Caradec-Trégomel cède en 1955 une partie de son territoire pour permettre à une nouvelle commune de voir le jour : Kernascléden. Sa superficie passe ainsi de 2 544 à 1 612 ha.

### LeXXIesiècle

#### L'absence de commerces
En 2024 la commune ne dispose plus d'aucun commerce ; six artisans toutefois y résident : un garagiste automobile, un maçon, un électricien, un plombier et deux peintres-plâtriers ;  .
la supérette la plus proche se trouve à près de 8 km du bourg (à Meslan).

## Politique et administration

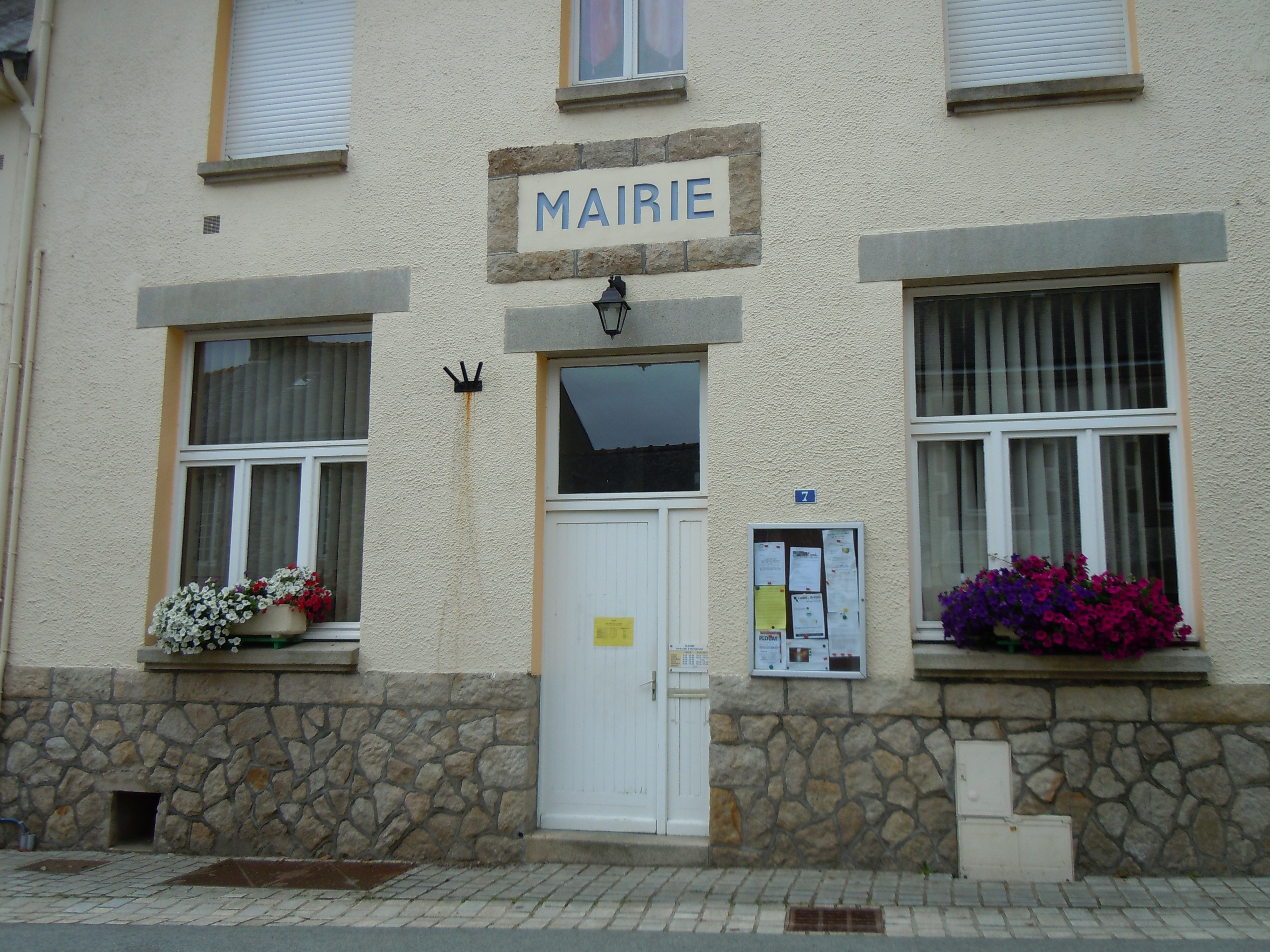
La mairie

| Période                                  | Période              | Identité                  | Étiquette               | Qualité |
| ---------------------------------------- | -------------------- | ------------------------- | ----------------------- | --- |
| Les données manquantes sont à compléter. |                      |                           |                         | |
| 1793                                     | 1804                 | Antoine Robio             |                         | Notaire. Officier public. |
| 1804                                     | 1805                 | Vincent Robino            |                         | Officier public. |
| 1805                                     | 1815                 | Le Boursicot              |                         | Laboureur. |
| 1815                                     | 1827                 | Mathurin Hellegouarch     |                         | Cultivateur. |
| 1827                                     | 1844                 | Mathurin Le Moual         |                         | Laboureur. |
| 1844                                     | 1848                 | Jacques Le Bris           |                         | |
| 1848                                     | 1857                 | Joseph-Louis Hellegouarch |                         | Cultivateur Fils de Mathurin Hellegouarch, maire entre 1815 et 1827                                                                                                  |
| 1858                                     | 1884                 | Joseph Hellec             |                         | Cultivateur. Propriétaire. |
| 1884                                     | 1886                 | Joseph Le Fur             |                         | |
| 1886                                     | 1895                 | Joseph-Louis Le Moing     |                         | Laboureur. |
| 1895                                     | 1904                 | Jacques Le Bris           |                         | |
| 1904                                     | 1908                 | Mathurin Robic            |                         | Laboureur. |
| 1908                                     | 1912                 | François Ollivier         |                         | Laboureur. |
| 1912                                     | après 1916           | Pierre Le Ny              |                         | Cultivateur. Officier du Mérite agricole. |
| Les données manquantes sont à compléter. |                      |                           |                         | |
| avant 1930                               | après 1930           | M. Le Drogo               |                         | |
| ca. 1933                                 |                      | Pierre-Marie Le Nestour   |                         | |
| Les données manquantes sont à compléter. |                      |                           |                         | |
| ?                                        | octobre 1947         | M. Le Liboux              |                         | |
| octobre 1947                             | mars 1977            | Louis Le Nestour          |                         | |
| mars 1977                                | après 1978           | Rémy Feuillet             |                         | Directeur d’école retraité Adjoint au maire (1965 → 1971) |
| ?                                        | juillet 1987 (décès) | Armand Jaffré             |                         | Exploitant agricole à Mané-Bihan, ancien premier adjoint |
| 1987                                     | 25 mai 2020          | Maryannick Guiguen        | UDF puis DL puis UMP-LR | Agricultrice Conseillère régionale de Bretagne (1998 → 2010) Conseillère générale de Guéméné-sur-Scorff (1992 → 1998) Vice-présidente de la CC du pays du Roi Morvan |
| 25 mai 2020                              | En cours             | William Jacobert          | DVD                     | Gestionnaire des ressources humaines |

## Population et société

### Démographie
En 1955, la commune cède une partie de son territoire lors de la création de Kernascléden.
L'évolution du nombre d'habitants est connue à travers les recensements de la population effectués dans la commune depuis 1793. Pour les communes de moins de 10 000 habitants, une enquête de recensement portant sur toute la population est réalisée tous les cinq ans, les populations de référence des années intermédiaires étant quant à elles estimées par interpolation ou extrapolation. Pour la commune, le premier recensement exhaustif entrant dans le cadre du nouveau dispositif a été réalisé en 2007.

En 2022, la commune comptait 468 habitants, en évolution de −1,68 % par rapport à 2016 (Morbihan : +3,82 %, France hors Mayotte : +2,11 %).
| 1793  | 1800  | 1806  | 1821  | 1831  | 1836  | 1841  | 1846  | 1851  |
| ----- | ----- | ----- | ----- | ----- | ----- | ----- | ----- | ----- |
| 1 270 | 1 222 | 1 653 | 1 052 | 1 166 | 1 276 | 1 274 | 1 399 | 1 330 |

| 1856  | 1861  | 1866  | 1872  | 1876  | 1881  | 1886  | 1891  | 1896  |
| ----- | ----- | ----- | ----- | ----- | ----- | ----- | ----- | ----- |
| 1 320 | 1 320 | 1 366 | 1 332 | 1 383 | 1 428 | 1 492 | 1 484 | 1 572 |

| 1901  | 1906  | 1911  | 1921  | 1926  | 1931  | 1936  | 1946  | 1954  |
| ----- | ----- | ----- | ----- | ----- | ----- | ----- | ----- | ----- |
| 1 527 | 1 612 | 1 630 | 1 699 | 1 720 | 1 676 | 1 621 | 1 662 | 1 393 |

| 1962 | 1968 | 1975 | 1982 | 1990 | 1999 | 2006 | 2007 | 2012 |
| ---- | ---- | ---- | ---- | ---- | ---- | ---- | ---- | ---- |
| 841  | 796  | 699  | 580  | 509  | 444  | 477  | 482  | 473  |

| 2017 | 2022 | - | - | - | - | - | - | - |
| ---- | ---- | - | - | - | - | - | - | - |
| 480  | 468  | - | - | - | - | - | - | - |

### Manifestations culturelles et festivités
Le « Festival des Chevaliers de la Terre » se tient chaque année au mois d'août dans la commune; l'année 2012 correspond à la 14e édition de ce festival.

## Culture locale et patrimoine

### Lieux et monuments
- Chapelle Saint-Cado, dédiée à saint Cado ; construite à l'ouest du Bourg par les seigneurs de Kermerrien. Elle conserve un retable sur lequel s'élèvent plusieurs statues dont celle de saint Cado et celle de saint Guernahel.

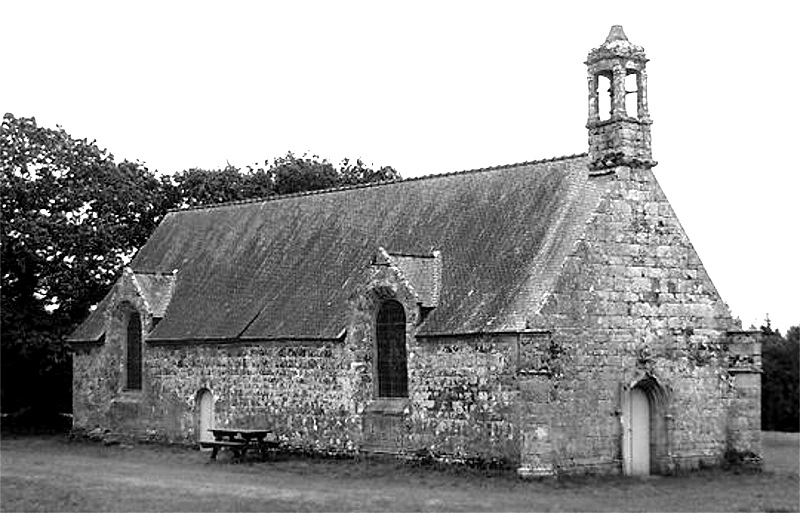
La chapelle Saint-Cado vers 1925 (carte postale).
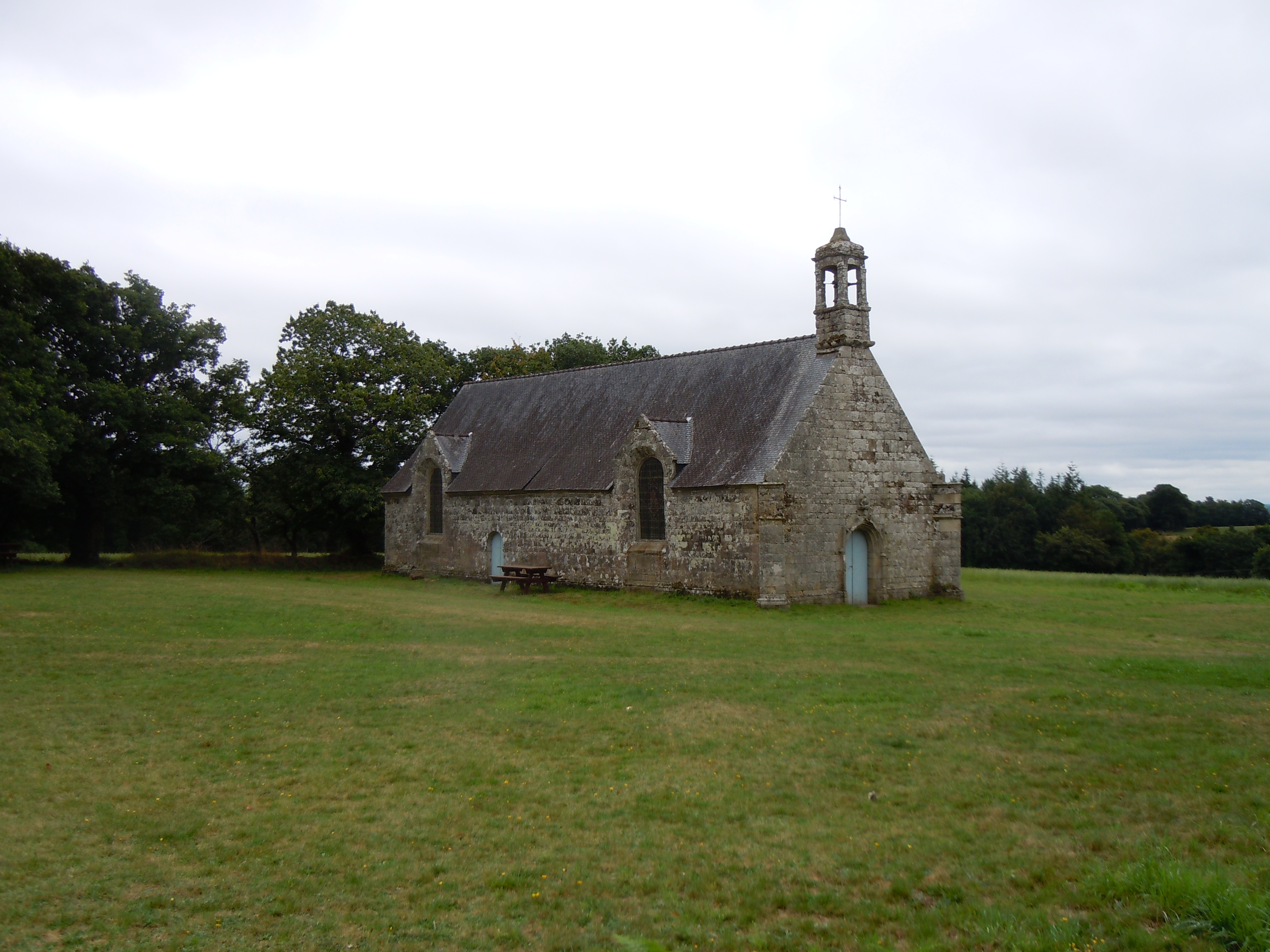
La chapelle Saint-Cado, dans son décor de verdure.

- Église Saint-Caradec ; XVIIe siècle. Elle est entourée d'un petit enclos paroissial sur lequel s'élèvent les vestiges d'un ossuaire, un calvaire et une haute croix reposant sur un socle sculpté.

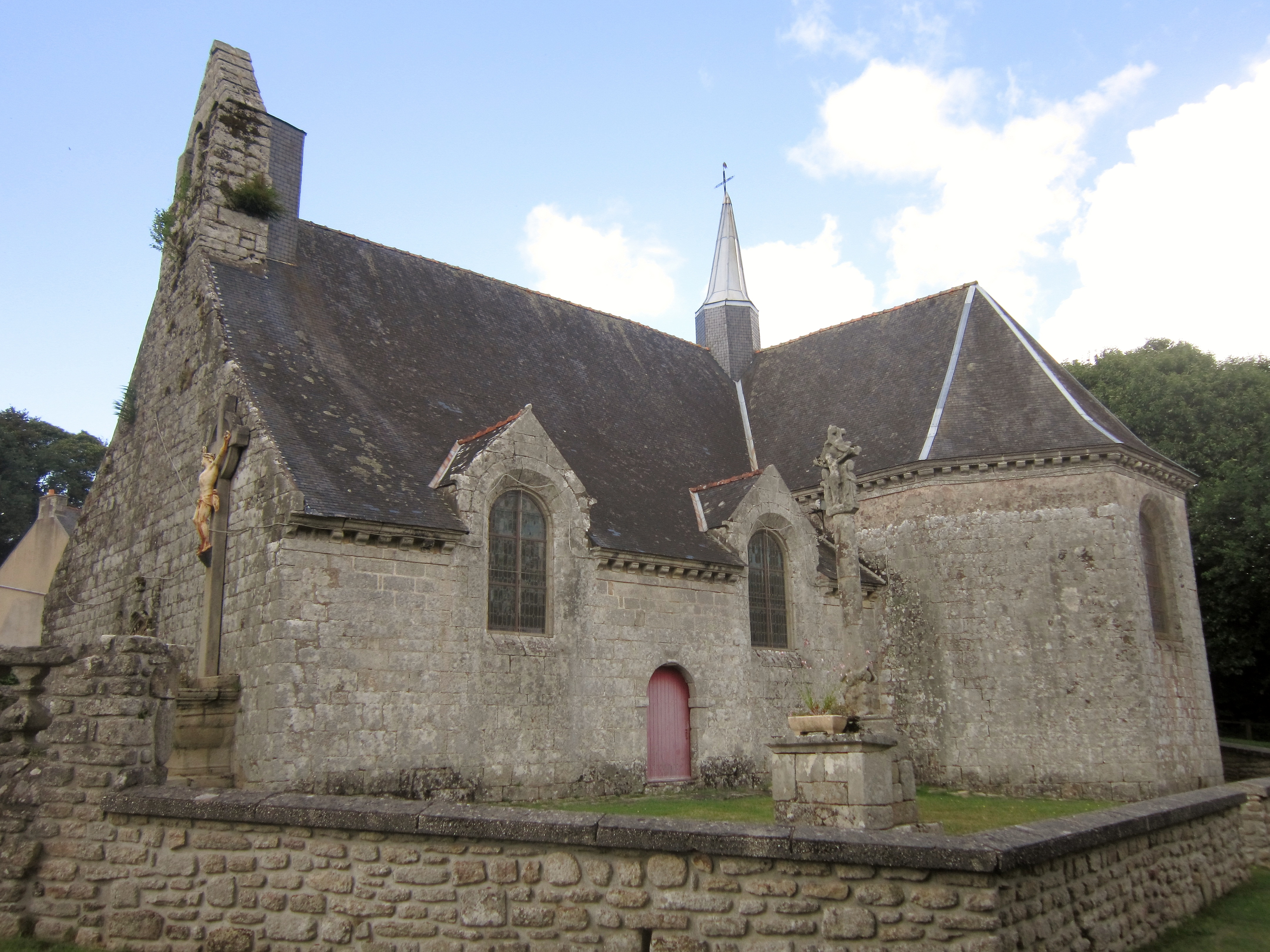
L'église paroissiale Saint-Caradec et son calvaire, vue extérieure d'ensemble.
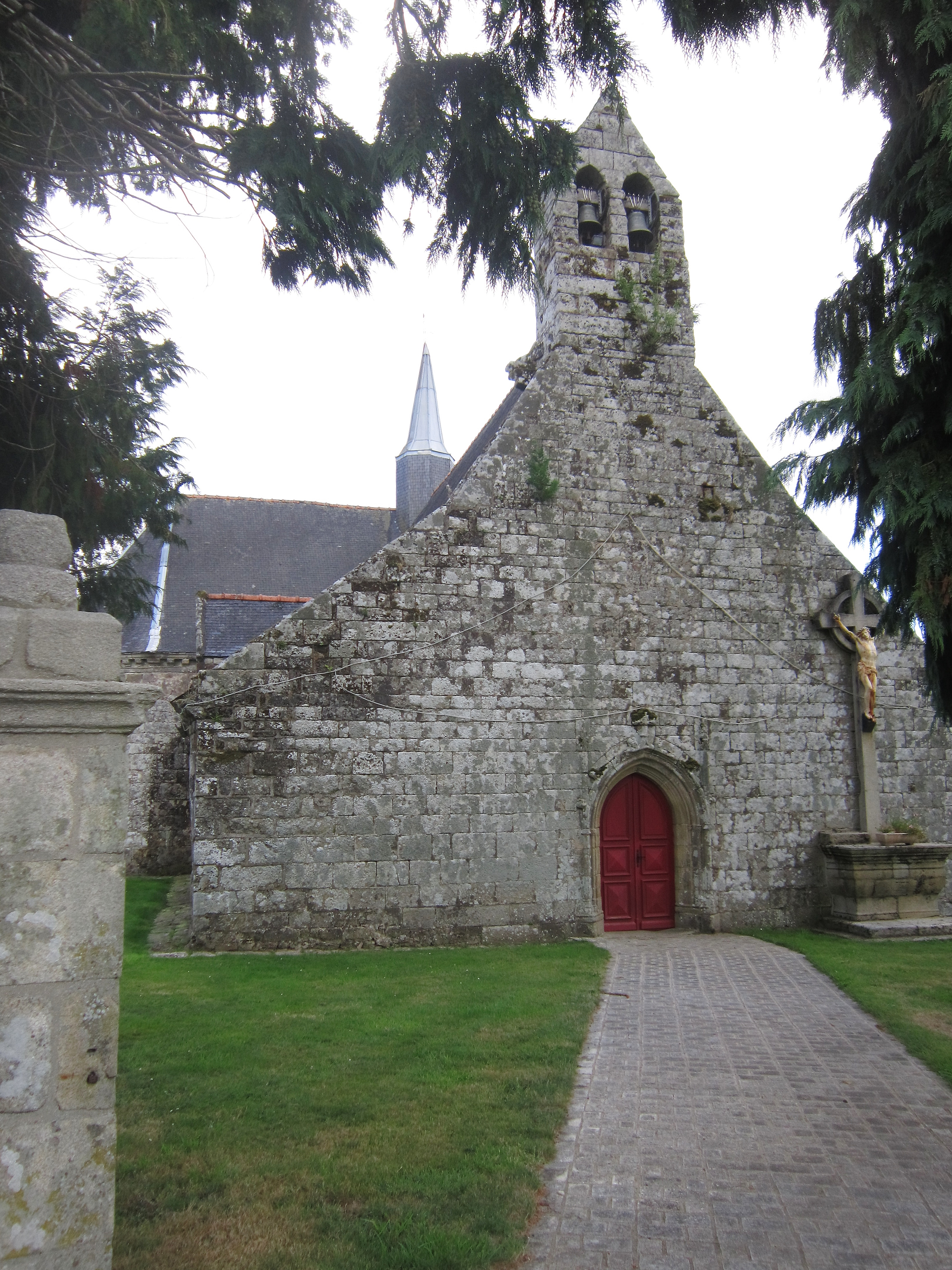
La façade de l'église paroissiale Saint-Caradec.
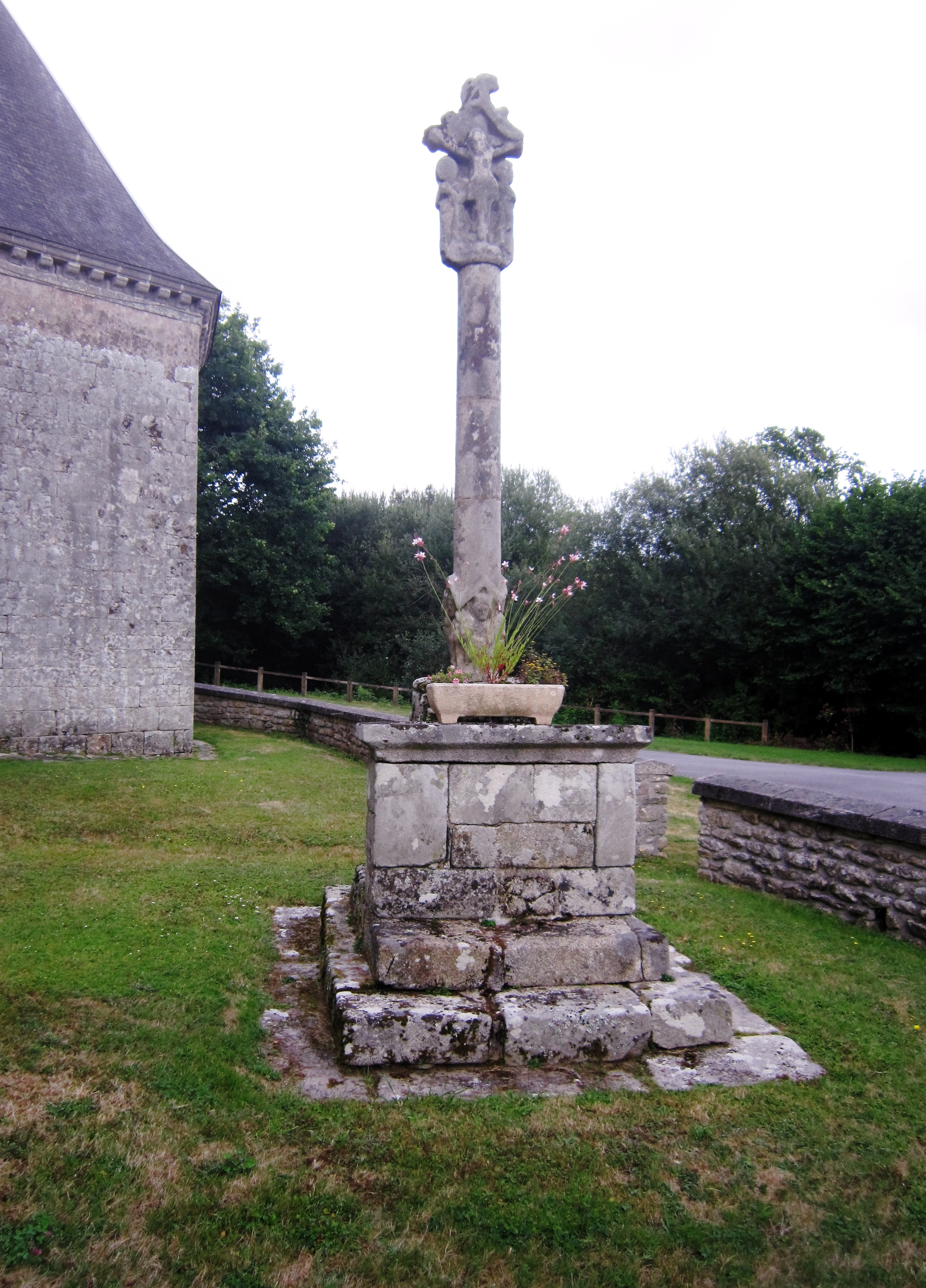
Le calvaire situé dans l'enclos paroissial de l'église Saint-Caradec.
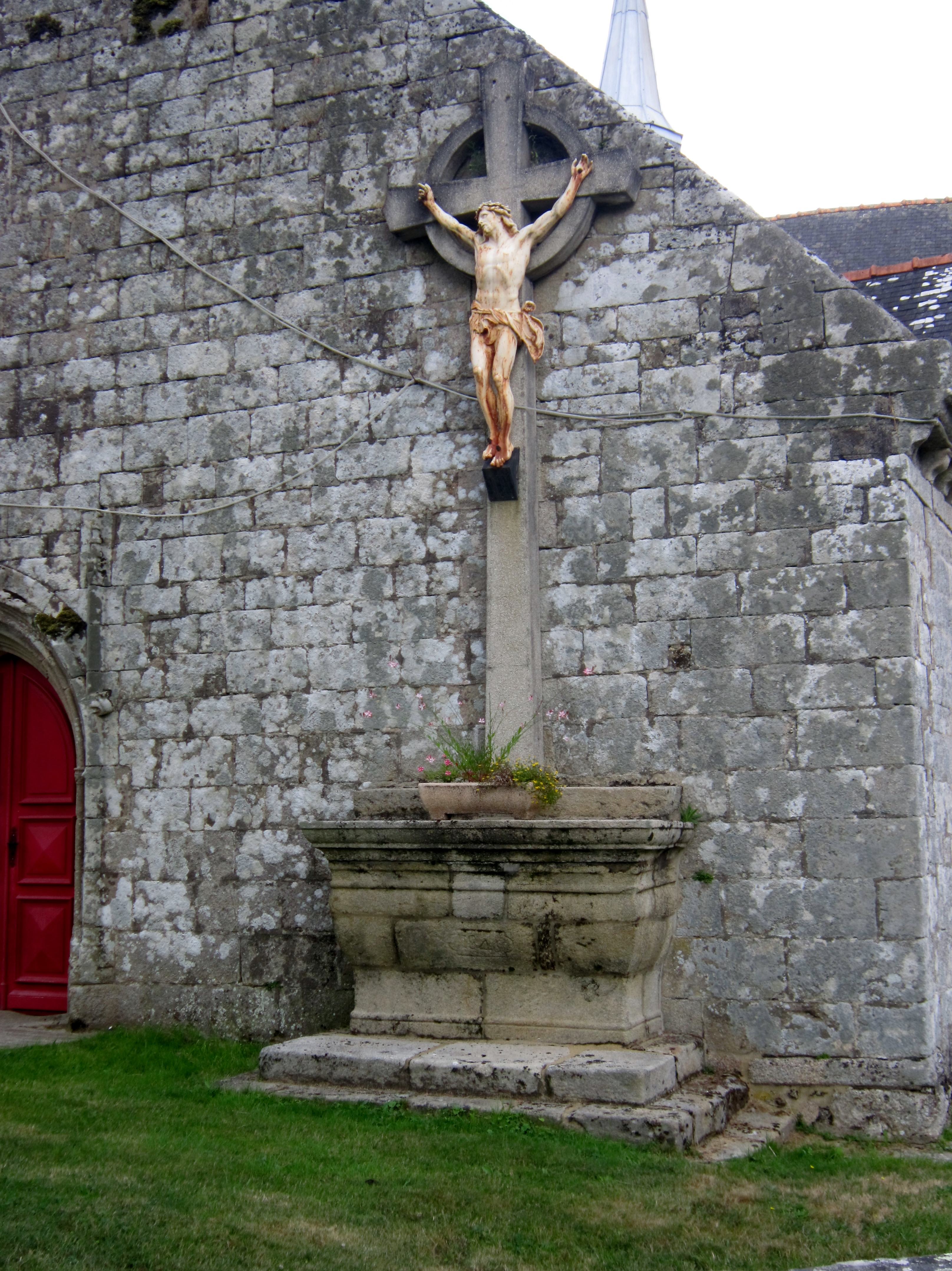
La haute croix reposant sur un socle sculpté.

Le cimetière (ossuaire et calvaire) fait l’objet d’une inscription au titre des monuments historiques depuis 1925.
- Lavoir et monument aux morts (près du portail de l'église).

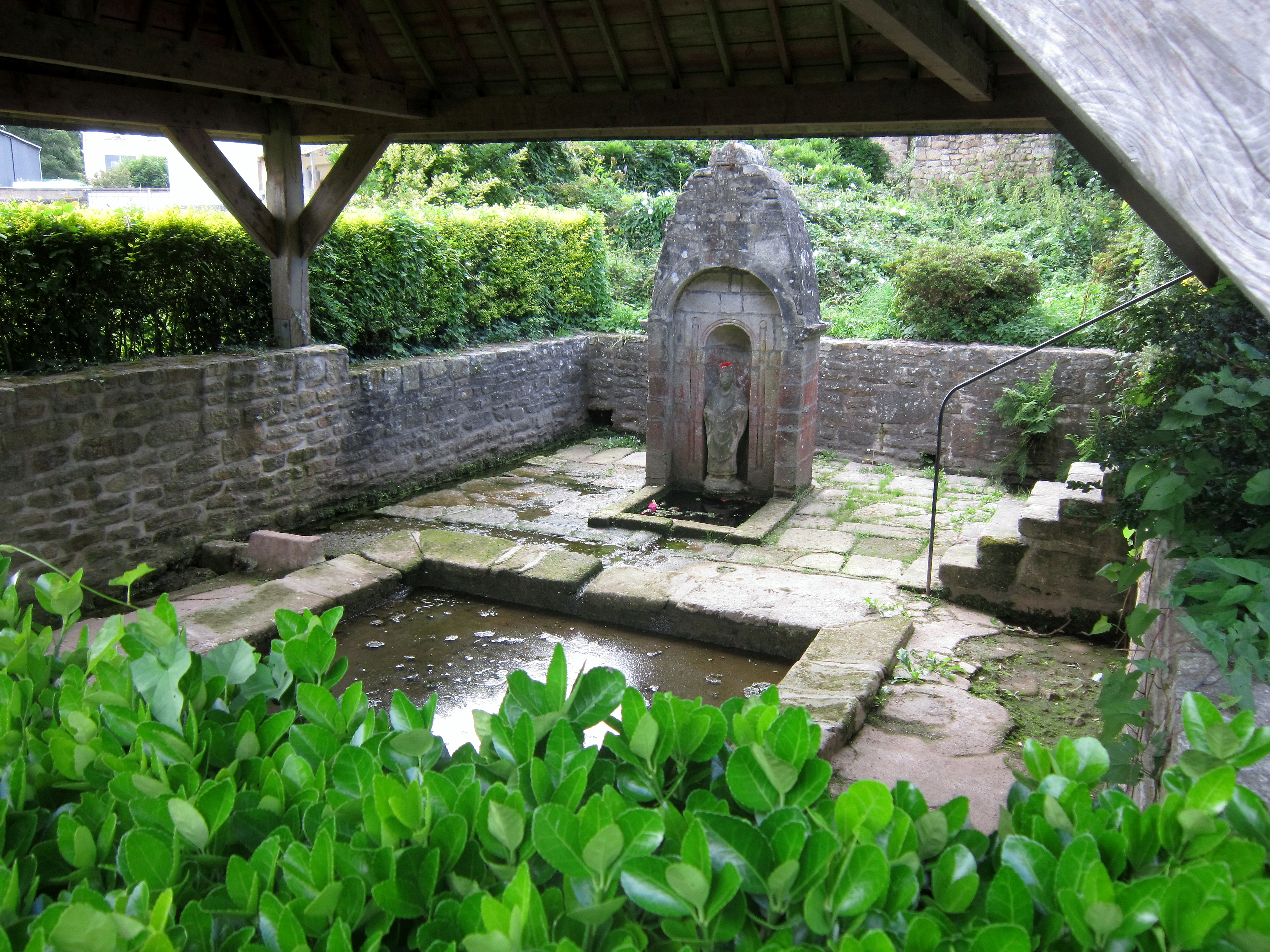
Le lavoir couvert de Saint-Caradec.
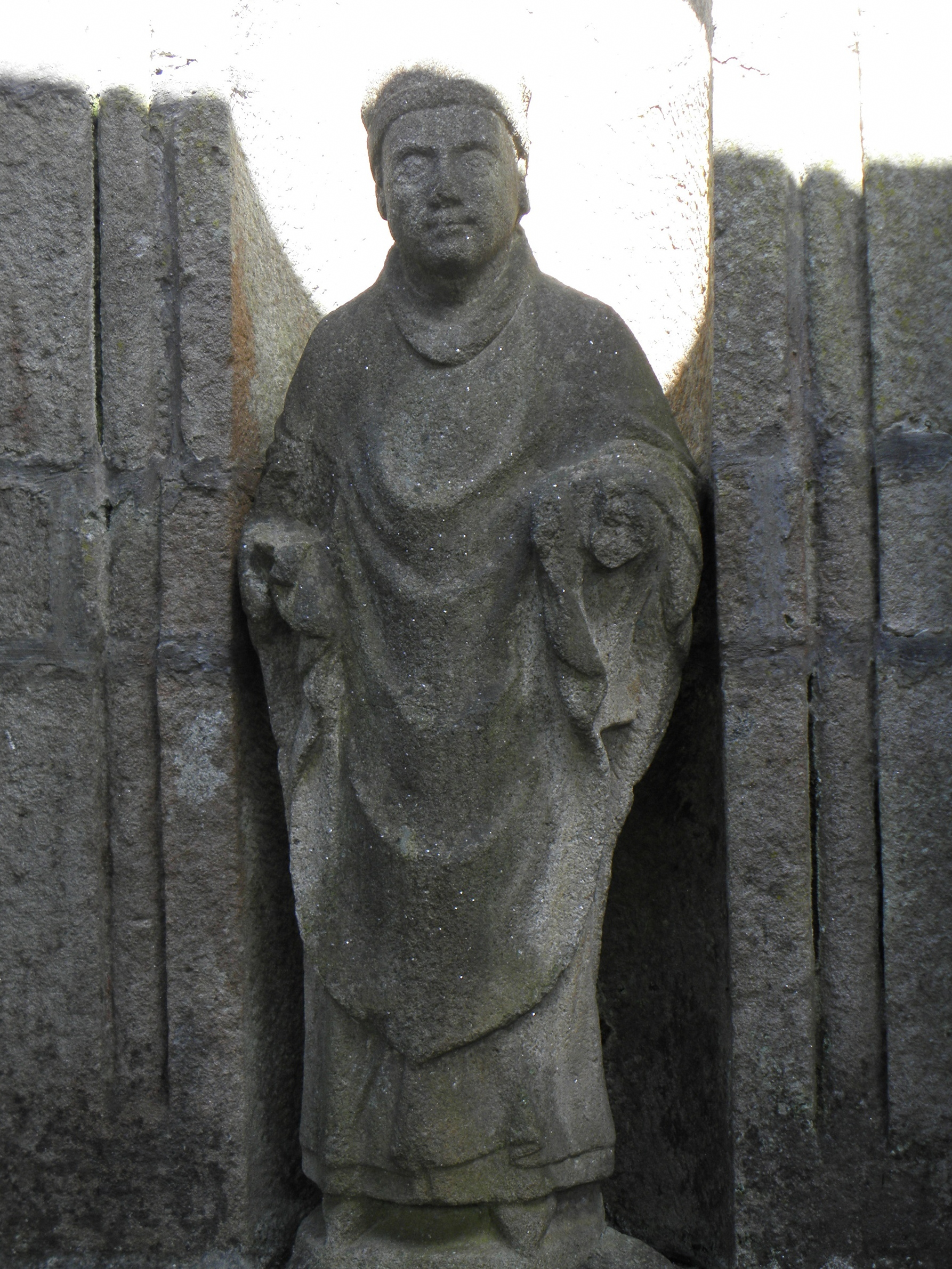
Le lavoir de Saint-Caradec : statue de saint Caradec.

- Manoir de Kermerien des XVIe et XVIIe siècles. Ce manoir à la ligne sobre et racée, possède une superbe porte ogivale surmontée d'un guerrier armée d'une hache. Il appartenait à une famille venue d'Angleterre, les de Cosnoal. L'un des membres de cette famille était René Paul de Cosnoal, lieutenant de la maréchaussée de Bretagne à la résidence de Vannes en 1748. Il est inscrit à l'inventaire général du patrimoine culturel[44]..

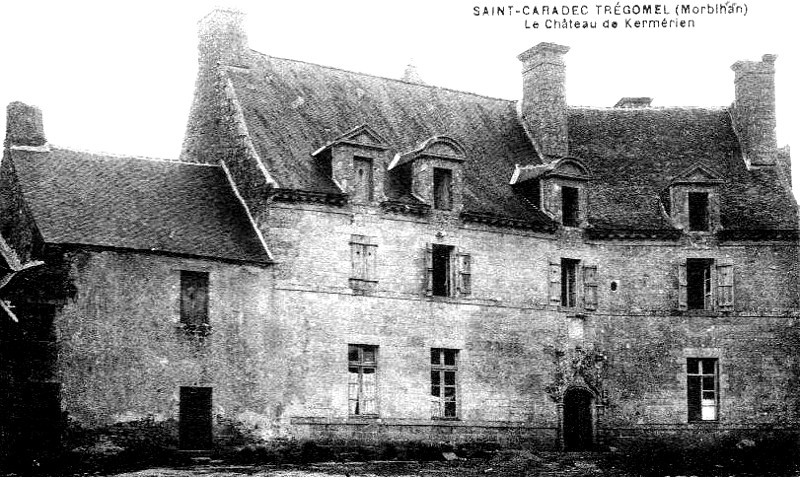
Le manoir de Kermerien vers 1925 (carte postale).
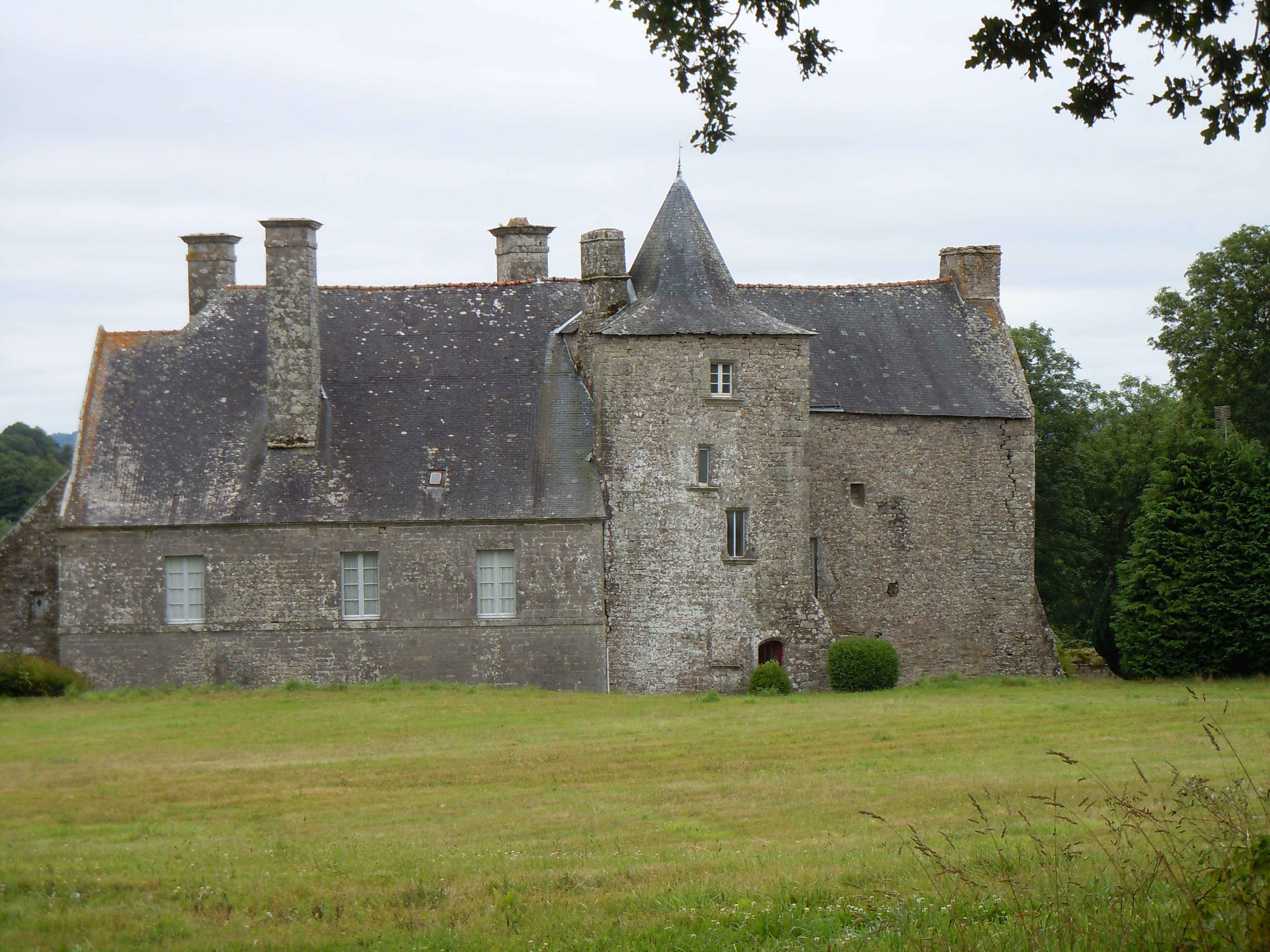
Le manoir de Kermerien en 2011.

## Personnalités liées à la commune
- Denise Court, née Perigault en janvier 1918, est la fille de Jean Perigault natif du village et patron d'une des plus grandes usines de bois de la région. Présidente de la Croix-Rouge lorientaise de 1953 à 1985 et première femme conseillère générale en 1957, elle est commandeur de la Légion d'honneur depuis 1995.

Sa maison et le garage Renault Court de Lorient appartenant à son mari, ayant été détruits par les bombardements, elle vécut de 1941 à 1946 à Saint-Caradec-Trégomel avec ses enfants. Après la guerre, elle fut adjointe de Raymond Marcellin, puis première vice-présidente du Conseil général du Morbihan, chargée de l'action sociale jusqu'en 1990.